# Список станций, остановочных пунктов и локомотивных депо дирекций Приднепровской железной дороги
Ниже предоставлен Список станций, остановочных пунктов и локомотивных депо дирекций Приднепровской железной дороги:
1. Днепровской
2. Запорожской
3. Криворожской

Станции, остановочные пункты и депо упоминаются в составе участков, представленных в разделах соответствующими шаблонами.
Названия взяты с соответствующих страниц официального веб-сервера Украинских железных дорог (как то)
Русскоязычные названия приведены согласно источнику.

## Станции и остановочные пункты

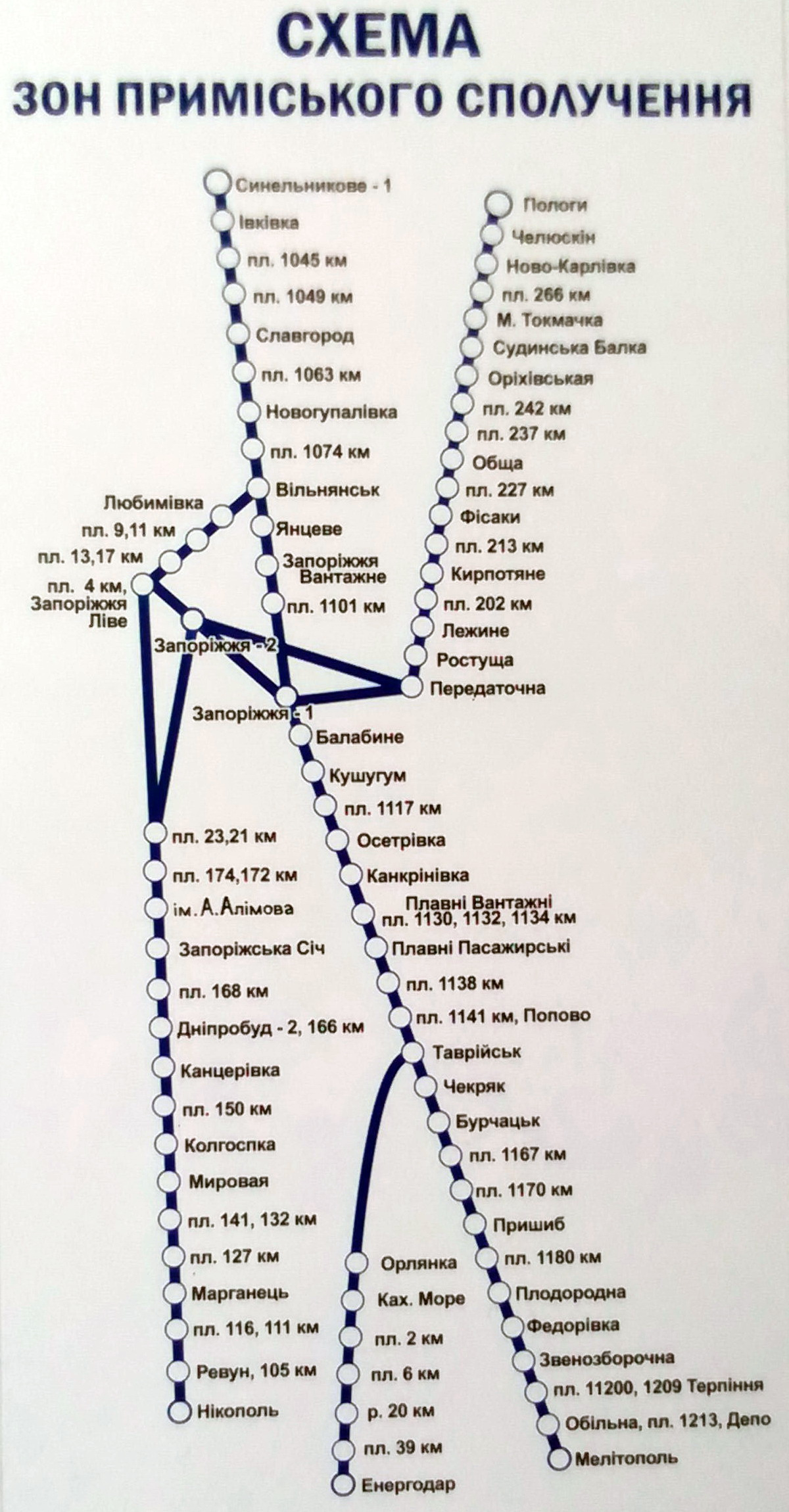
Пригородное сообщение станций Запорожской дирекции Приднепровской железной дороги

### Таврическ — Сиваш
Линия двухпутная, на электрической тяге, постоянный ток.
| Русское название   | Украинское название | Дирекция    | Тип                |
| ------------------ | ------------------- | ----------- | ------------------ |
| Таврическ          | Таврійськ           | Запорожская | Станция            |
| Таврическ Грузовой | Таврійськ Вантажний | Запорожская | Остановочный пункт |
| Бурцацк            | Бурчацьк            | Запорожская | Станция            |
| 1167 км            | 1167 км             | Запорожская | Остановочный пункт |
| 1170 км            | 1170 км             | Запорожская | Остановочный пункт |
| Пришиб             | Пришиб              | Запорожская | Станция            |
| 1180 км            | 1180 км             | Запорожская | Остановочный пункт |
| Плодородие         | Плодородна          | Запорожская | Станция            |
| Братское           | Братське            | Запорожская | Остановочный пункт |
| Фёдоровка          | Федорівка           | Запорожская | Станция            |
| Звеносборочное     | Ланкозбиральна      | Запорожская | Остановочный пункт |
| Терпение           | Терпіння            | Запорожская | Остановочный пункт |
| Обильная           | Обільна             | Запорожская | Станция            |
| Депо               | Депо                | Запорожская | Остановочный пункт |
| Мелитополь         | Мелітополь          | Запорожская | Станция            |
| 1226 км            | 1226 км             |             | Остановочный пункт |
| Тащенак            | Тащенак             | Запорожская | Станция            |
| 1237 км            | 1237 км             | Запорожская | Остановочный пункт |
| 1240 км            | 1240 км             | Запорожская | Остановочный пункт |
| Акимовка           | Якимівка            | Запорожская | Станция            |
| Большой Утлюг      | Великий Утлюг       | Запорожская | Остановочный пункт |
| 1267 км            | 1267 км             | Запорожская | Остановочный пункт |
| Сокологорное       | Сокологірне         | Запорожская | Станция            |
| Юрицино            | Юрицине             | Запорожская | Остановочный пункт |
| Партизаны          | Партизани           | Запорожская | Станция            |
| 1305 км            | 1305 км             | Запорожская | Остановочный пункт |
| Новоалексеевка     | Новоолексіївка      | Запорожская | Станция            |
| Геническ           | Гені́чеськ           | Запорожская | Станция            |
| Сальково           | Салькове            | Запорожская | Станция            |
| Джимбулук          | Джимбулук           | Запорожская | Остановочный пункт |
| 1328 км            | 1328 км             | Запорожская | Остановочный пункт |
| 1334 км            | 1334 км             | Запорожская | Остановочный пункт |
| Чонгар             | Чонгар              | Запорожская | Остановочный пункт |
| Сиваш              | Сиваш               | Запорожская | Станция            |

Прим.: На остановочных пунктах 1226 км, 1237 км (бывшее название - Кирпичное), Большой Утлюг в настоящее время пригородные электропоезда не останавливаются. Остановочный пункт 1240 км ранее имел название Фруктовое.
Далее см. Крымская железная дорога

## Депо
- Мелитополь,
- Кривой Рог-Главный,
- Нижнеднепровск-Узел,
- Пятихатки,
- Пологи,